# Fabienne Saint Louis
Fabienne Aline Saint Louis, née le 22 mars 1988 à Curepipe, en république de Maurice est une triathlète professionnelle. Plusieurs fois championne nationale, elle remporte  trois étapes de la Coupe d'Afrique et participe à deux reprises aux Jeux olympiques.

## Biographie

### Jeunesse
Née à Curepipe le 22 mars 1988, Fabienne Aline Saint Louis découvre le triathlon, extrêmement peu développé à Maurice, à l'âge de neuf ans, par l'intermédiaire de sa sœur Floriane. Encouragée par ses parents et son entraîneur, elle décide de persévérer dans cette voie. En 2006, après obtenu son baccalauréat à une école française de Curepipe, elle décide de commencer sa carrière internationale.

### Carrière professionnelle
Après un an à voyager autour du monde, elle finit par s'installer à Paris en 2007, où elle s'entraîne pour le triathlon. En parallèle, elle fait ses études à Sciences Po pendant trois ans, avant de faire une licence STAPS. En 2007, elle dispute des triathlons chez les juniors, les espoirs et les seniors, terminant notamment deuxième lors de deux étapes de la Coupe d'Afrique,. En 2008, elle remporte le Triathlon international de Paris. En 2009, elle participe à sa première manche de Coupe du monde, à Huatulco, et termine onzième. Avec son club, le Lagardère Paris Racing, elle remporte de nombreuses étapes du championnat de France de deuxième division, permettant d'accéder à la première division,.
En 2010, elle remporte ses deux premières victoires chez les seniors en Coupe d'Afrique,. Elle remporte également le triathlon de Paris. A contrario, la bourse de Solidarité Olympique, pour aider les athlètes de pays en retard de développement sportif, lui est refusée, amenuisant ses chances de participer aux Jeux de Londres 2012, son objectif depuis 2007. Cette saison voit la Mauricienne entre dans les 140 premières triathlètes au classement mondial et être la première triathlète africaine. En 2011, en plus de terminer une nouvelle fois première africaine au classement mondial, elle est sacrée championne d'Afrique. Troisième des Jeux d'Afrique, elle termine l'année à la 82e place mondiale. Elle remporte également une nouvelle fois le triathlon de Paris.
En 2012, elle participe à plusieurs étapes des championnats du monde, en préparation aux Jeux. Lors des Jeux de Londres 2012, son entraîneur David Bardi ne peut pas avoir d'accréditation pour être spectateur de la course, créant une polémique au sein du Club Maurice. Lors des Jeux, n'ayant pas le même niveau que ses homologues européennes ou américaines, elle termine toutefois la course, à la 42e place sur 55 concurrents au départ. Lors de cette année, elle atteint son meilleur classement mondial, avec la 54e place. Elle est élue meilleure sportive mauricienne de l'année en 2012.
En 2013, son année est marquée par sa victoire lors des championnats de Maurice. Elle change également de club, rejoignant le Team Charentes Triathlon de Cognac, en deuxième division française. Elle est de nouveau sacrée championne de Maurice en 2014. En 2015, elle remporte quelques triathlons en France mais termine cinquième des championnats d'Afrique,. La même année, elle annonce à L'Express de Maurice qu'elle prendra sa retraite après les Jeux de Rio 2016.
En mars 2016, Fabienne Saint Louis ne participe pas au championnat d'Afrique en déclarant forfait pour raisons de santé. Elle subit en France une opération chirurgicale urgente qui compromet ses chances de qualifications pour les Jeux olympiques d'été de 2016. Elle parvient cependant à se maintenir dans les triathlètes qualifiables selon  le classement au point de la Fédération internationale de triathlon et obtient un dossard olympique ou elle représente pour la seconde fois son pays. Elle annonce aussi, vouloir poursuivre finalement sa carrière un peu plus longtemps, tout en annonçant qu'elle se consacrera plutôt à l'athlétisme en se spécialisant dans la course à pied et qu'elle continuera le triathlon en amateur au sein de son club français.
A quelques jours de l'épreuve olympique, elle déclare dans une interview à la BBC, qu'elle prend aussi le départ comme un défi et une volonté de vaincre le cancer des glandes salivaires dont elle est atteinte, diagnostiqué en décembre 2015 et pour lequel elle a déjà subi deux opérations importantes. Elle prend le départ de la course olympique mais abandonne à la fin  de la partie natation.
À la suite de ses différents problèmes de santé et pour des motifs personnels, Fabienne Saint Louis décide de mettre un terme à sa carrière de triathlète de haut niveau en 2017. Elle occupe à compter de cette année, un emploi dans une grande enseigne sportive (Décathlon). Elle continue toutefois de pratiquer ce sport en tant qu'amateur et s'adonne également à la pratique du Swimrun.

## Palmarès
Le tableau présente les résultats les plus significatifs (podium) obtenus sur le circuit national et international de triathlon depuis 2007,.
| Année | Compétition                                        | Pays       | Position      | Temps           |
| ----- | -------------------------------------------------- | ---------- | ------------- | --------------- |
| 2016  | Coupe d'Afrique - l'étape de Troutbeck             | Zimbabwe   | Médaille d'or | 2 h 27 min 23 s |
| 2015  | Coupe d'Afrique - l'étape de Troutbeck             | Zimbabwe   |               | 2 h 31 min 34 s |
| 2014  | Championnat de la république de Maurice            | Maurice    | Médaille d'or | 2 h 15 min 16 s |
| 2013  | Championnat de la république de Maurice            | Maurice    | Médaille d'or | 2 h 25 min 23 s |
| 2013  | Coupe Panaméricaine - l'étape sprint de Vila Velha | Brésil     |               | 1 h 5 min 40 s  |
| 2012  | Championnat de France des clubs 1re division       | France     |               |                 |
| 2011  | Classement continental Africain                    |            | Médaille d'or |                 |
| 2011  | Jeux africains                                     | Mozambique |               | 1 h 7 min 29 s  |
| 2011  | Triathlon International de Paris                   | France     |               | Timing          |
| 2010  | Classement continental Africain                    |            |               |                 |
| 2010  | Coupe d'Afrique - l'étape de Troutbeck             | Zimbabwe   |               | 2 h 35 min 22 s |
| 2010  | Coupe d'Afrique - l'étape de Mombasa               | Kenya      |               | 2 h 8 min 32 s  |
| 2010  | Coupe d'Afrique - l'étape de Maurice               | Maurice    |               | 2 h 26 min 18 s |
| 2010  | Triathlon International de Paris                   | France     |               | Timing          |
| 2009  | Triathlon International de Paris                   | France     |               | Timing          |
| 2008  | Triathlon International de Paris                   | France     |               | Timing          |
| 2007  | Coupe d'Afrique - l'étape de Mariental             | Namibie    |               | 2 h 34 min 57 s |
| 2007  | Coupe d'Afrique - l'étape de Mombasa               | Kenya      |               | 2 h 16 min 15 s |